# Cratere J. Herschel

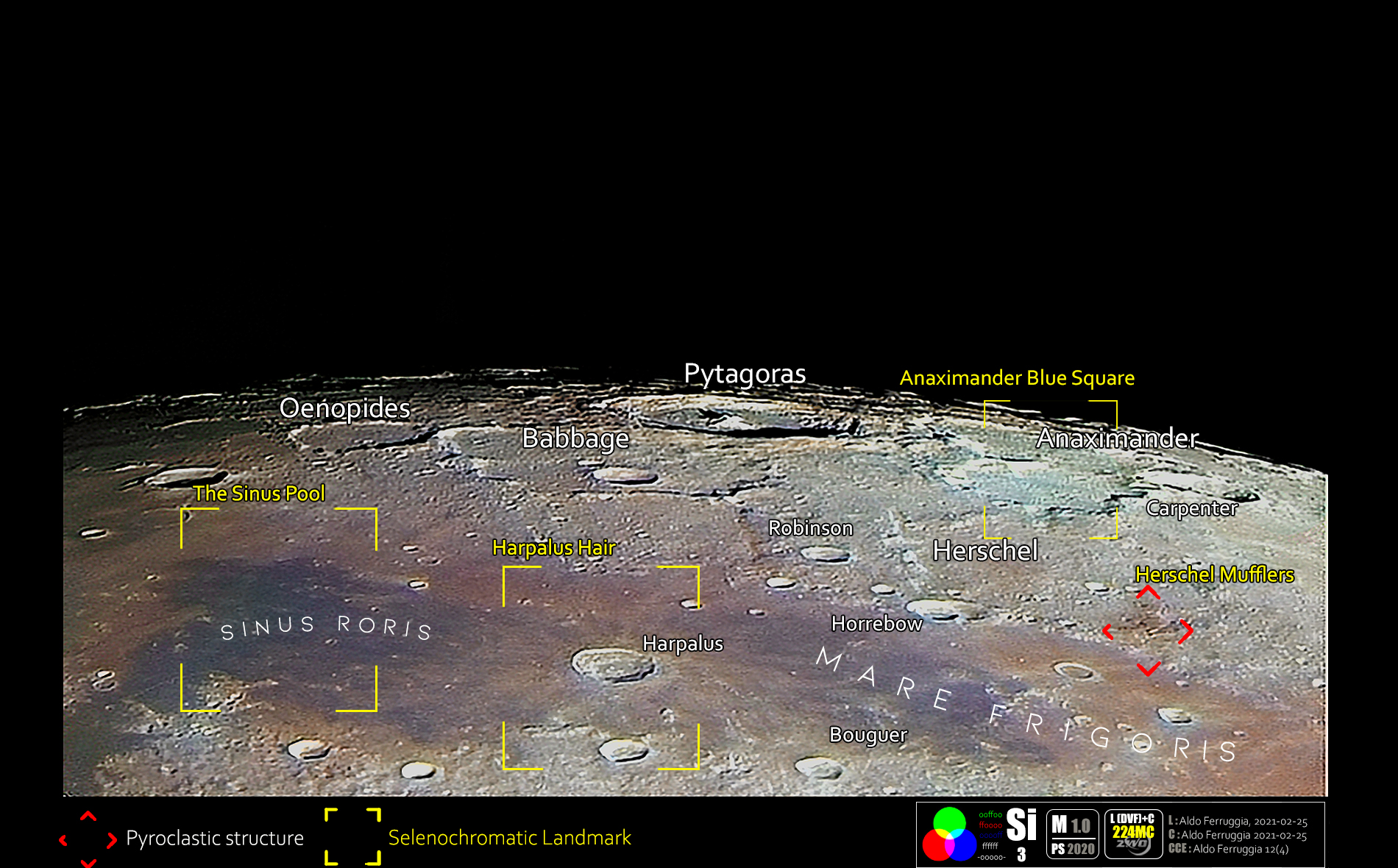
Immagine dell'area del cratere in formato Si con alcuni reperi. Vedi anche:

J. Herschel è un grande cratere lunare di 154,44 km situato nella parte nord-occidentale della faccia visibile della Luna, a sudest del cratere Anaximander e a nord del piccolo cratere Horrebow.
Trovandosi a latitudini abbastanza elevate appare oblungo quando osservato dalla Terra.
Il bordo sudorientale di J. Herschel costituisce parte del confine del Mare Frigoris. Confinante con il bordo settentrionale vi è una vasta innominata pianura lunare.
Il margine di J. Herschel è stato eroso pesantemente, al punto che è spesso descritto come "considerevolmente disintegrato". Il bordo rimanente sopravvive come un anello frastagliato riscolpito dagli impatti successivi. La superficie interna è relativamente livellata, ma irregolare e segnata da una moltitudine di piccoli impatti; i più importanti sono i crateri satelliti C, D, K e L, elencati nella tabella sottostante. Il cratere 'Horrebow A' è attaccato al margine meridionale di J. Herschel ed è sovrapposto lungo il suo bordo sudovest da Horrebow.
Il cratere è dedicato all'astronomo inglese John Herschel.

## Crateri correlati
Alcuni crateri minori situati in prossimità di J. Herschel sono convenzionalmente identificati, sulle mappe lunari, attraverso una lettera associata al nome.
| J. Herschel | Coordinate            | Diametro (in km) |
| ----------- | --------------------- | ---------------- |
| B           | 60°00′36″N 39°00′00″W | 7,42             |
| C           | 62°23′24″N 40°09′00″W | 12               |
| D           | 60°28′12″N 38°10′12″W | 9,41             |
| F           | 58°52′12″N 35°30′00″W | 18,88            |
| K           | 62°57′36″N 39°28′12″W | 8,38             |
| L           | 61°00′36″N 40°13′12″W | 7,45             |
| M           | 57°21′00″N 33°06′36″W | 8,59             |
| N           | 60°09′00″N 33°02′24″W | 6,93             |
| P           | 63°36′36″N 33°00′36″W | 6,06             |
| R           | 62°35′24″N 30°42′00″W | 8,73             |